# Yume no onna
Pour plus de détails, voir Fiche technique et Distribution.
Yume no onna (夢の女) est un film japonais réalisé par Bandō Tamasaburō V, sorti en 1993.

## Synopsis
À la fin de l'ère Meiji, une fille de samouraï mariée à un marchand prospère tombe dans la prostitution après la mort de ce dernier.

## Fiche technique
- Titre : Yume no onna
- Titre original : 夢の女
- Réalisation : Bandō Tamasaburō V
- Scénario : Genki Yoshimura (ja), Myoko Sakurai et Masafumi Saito, d'après le roman homonyme de Kafū Nagai
- Photographie : Mutsuo Naganuma (ja)
- Montage : Yoshiyuki Okuhara (ja) et Akira Suzuki (ja)
- Décors : Takeo Kimura
- Éclairages : Hideo Kumagai
- Musique : Tōsha Meishō II (ja)
- Production : Shigehiro Nakagawa et Toshiaki Nakazawa
- Société de production : Asahi National Broadcasting Company et Shōchiku
- Pays d'origine :  Japon
- Langue originale : japonais
- Genre : drame
- Durée : 98 minutes[1]
- Dates de sortie : 
  - Japon : 29 mai 1993[1]

## Distribution
- Sayuri Yoshinaga : Onami
- Toshiyuki Nagashima : Odabe
- Sumie Sasaki (ja) : Osawa
- Kyōko Kataoka (ja) : Kaede
- Hiroyuki Nagato : le client
- Kirin Kiki : Omatsu
- Katsuhiko Watabiki (ja) : le propriétaire
- Rokkō Toura
- Shōji Yasui
- Kōtarō Tanaka (ja)
- Touta Tarumi (ja)

## Distinctions
- 1993 : le film est présenté en sélection officielle en compétition lors de la Berlinale[2].
- 1994 : le film est nommé dans cinq catégories aux Japan Academy Prize, pour les prix de la meilleure actrice (Sayuri Yoshinaga), de la meilleure actrice dans un second rôle (Kirin Kiki), de la meilleure photographie (Mutsuo Naganuma (ja)), des meilleurs éclairages (Hideo Kumagai) et des meilleurs décors (Takeo Kimura)[3].